# He's a Rebel
Singles de The Crystals
He Hit Me (And It Felt Like a Kiss)
(1962) He's Sure the Boy I Love
(1962)
He's a Rebel est une chanson écrite par Gene Pitney et enregistrée par le girl group américain The Crystals.
Publiée en single (sous le label de Phil Spector, Philles Records) en août 1962, elle a atteint la 1re place du palmarès Hot 100 du magazine musical américain Billboard, passant en tout 18 semaines dans le classement.
En réalité, la chanson est publiée sous le nom des Crystals, mais enregistrée par un autre girl group, The Blossoms (en) (dont la chanteuse principale était Darlene Love). Ce subterfuge est dû à Phil Spector qui souhaite enregistrer cette chanson le plus tôt possible, alors qu'il se trouve à Los Angeles, tandis que les Crystals sont restées sur la côte ouest des États-Unis. C'est pourquoi il a recours aux Blossoms.
La chanson est sélectionnée par le Rock and Roll Hall of Fame, en 1995, comme l'une des « 500 chansons qui ont façonné le rock 'n' roll ».
En 2004, Rolling Stone la classe 263e sur sa liste des « 500 plus grandes chansons de tous les temps » (en 2010, le magazine rock américain met à jour sa liste, la chanson est alors 267e). Elle reçoit, en 2004 également, le Grammy Hall of Fame Award.

## Composition
La chanson est initialement écrite par Gene Pitney pour les Shirelles, qui refusent l'offre.